# Pont-de-Larn
Pont-de-Larn – miejscowość i gmina we Francji, w regionie Oksytania, w departamencie Tarn.
Według danych na rok 1990 gminę zamieszkiwało 2525 osób, a gęstość zaludnienia wynosiła 73 osób/km² (wśród 3020 gmin regionu Midi-Pireneje Pont-de-Larn plasuje się na 135. miejscu pod względem liczby ludności, natomiast pod względem powierzchni na miejscu 234.).